# ستيفن ن. إس. تشيونغ
ستيفن ن. إس. تشيونغ (بالإنجليزية: Steven N. S. Cheung)‏ هو اقتصادي أمريكي، ولد في 1 ديسمبر 1935 في هونغ كونغ البريطانية في المملكة المتحدة.